# Parc naturel de Posets-Maladeta

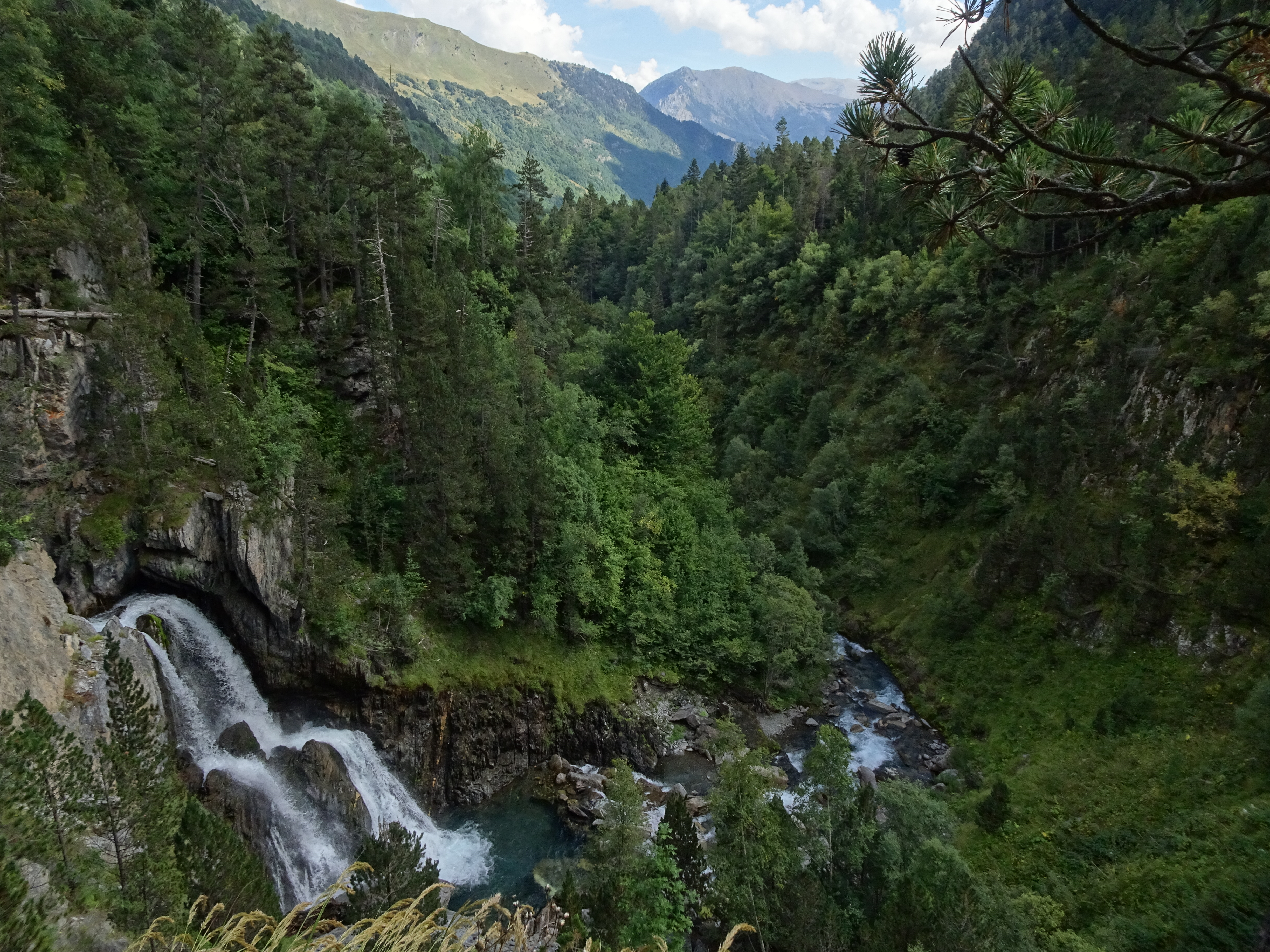
Gorgues Galantes dans le parc naturel de Posets-Maladeta. Septembre 2021.

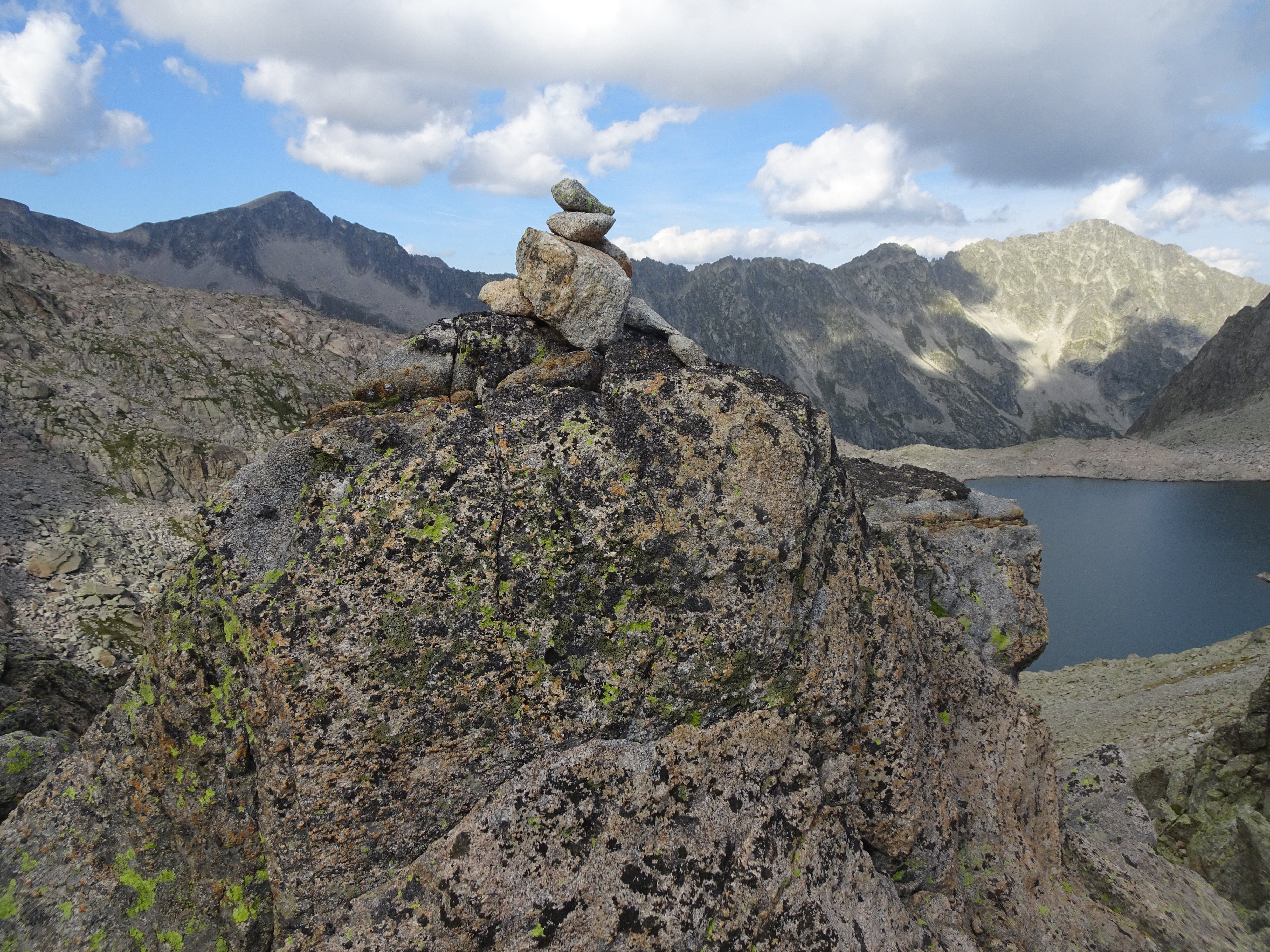
Le Estany Negre dans le parc. Septembre 2021.

Le parc naturel de Posets-Maladeta est un parc naturel de la vallée de Benasque, dans la province de Huesca en Aragon (Espagne). Il s'étend sur deux des plus hauts massifs des Pyrénées, le massif des Posets et le Maladeta.

## Géographie
Le parc couvre les communes de Benasque, Gistaín, Montanuy, Sahún et San Juan de Plan. Il a une superficie d'environ 33 267 ha et son altitude est comprise entre 1 500 m (dans la vallée) et 3 404 m (sommet de l'Aneto, le plus haut sommet pyrénéen). Il comprend d'autres sommets parmi les plus hauts des Pyrénées comme le Pic des Posets (3 375 m), la Pointe d'Astorg (3 355 m), le Pic Maudit (3 350 m), le Pico del Medio (3 346 m), le Pic de Coronas (3 293 m), le Pic des Tempêtes (3 290 m) et le Pic d'Albe (3 118 m).
Ses moraines et petits lacs glaciaires ou ibons (Vallibierna, Cregüeña, Batisielles, los Millares, Remuñe) sont remarquables, ainsi que la flore et la faune propres au climat de haute montagne. En plus de la vallée de Benasque, qui est la principale, il existe d'autres vallées dans le parc naturel comme la Vallée d'Estós et la vallée de Malibierne (es).

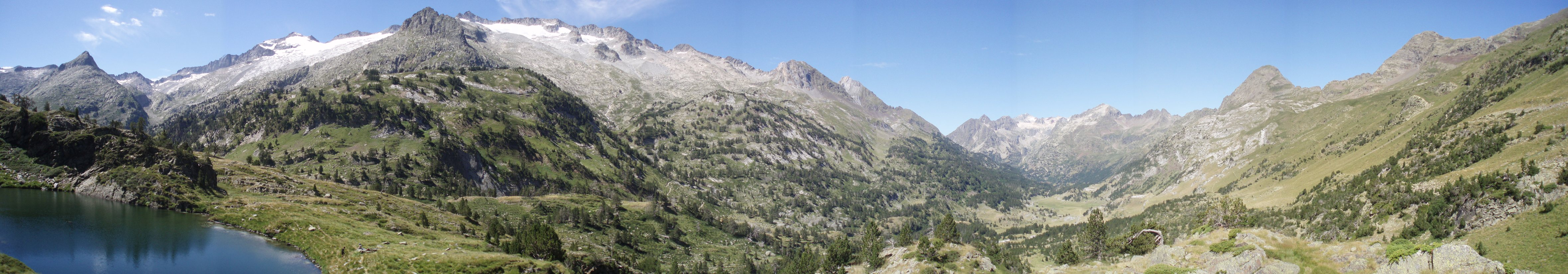
Panorama du massif de la Maladeta et de la haute Vallée de Benasque.

## Protection environnementale
Le parc naturel de Posets-Maladeta est classé en zone Natura 2000 sur une superficie de 34 433,55 hectares, elle comprend, :
- La zone spéciale de conservation (en référence à la Directive Habitats) depuis 2010 ;
- La zone de protection spéciale (en référence à la Directive Oiseaux) depuis 1995.